# Bryan See Tian Keat
Bryan See Tian Keat (* 22. Juni 1993 in Subang Jaya), auch unter dem Namen Bryan See bekannt, ist ein malaysischer Fußballspieler.

## Karriere
Bryan See Tian Keat erlernte das Fußballspielen in den malaysischen Jugendmannschaften vom PKNS FC und Perak FA sowie in den Collegemannschaften von UC Irvine Anteaters und Johns Hopkins Blue Jays in den Vereinigten Staaten. Die Saison 2018 stand er beim malaysischen Erstligisten PKNP FC unter Vertrag. Der Verein aus Ipoh spielte in der höchsten Liga des Landes, der Malaysia Super League. Für den Klub stand er dreimal in der ersten Liga zwischen den Pfosten. Ende Dezember 2018 ging er nach Thailand. Hier unterschrieb er einen Vertrag beim Bangkok FC. Mit dem Verein aus der Hauptstadt Bangkok spielte er in der dritten Liga. Hier trat Bangkok in der Upper Region an. Nach sechs Monaten kehrte er Mitte 2019 in seine Heimat zurück. Hier schloss er sich dem Erstligisten PDRM FA an. Bis Ende 2020 absolvierte er sechs Erstligaspiele. Anfang 2021 nahm ihn der Ligakonkurrent Penang FA unter Vertrag und die Saison 2022 verbrachte er bei Melaka United. Anschließend ging der Torwart weiter zum Erstliga-Aufsteiger Perak FC. Dort spielte er neun Ligapartien in der Malaysia Super League und ging dann Anfang 2024 zurück bei seinen ehemaligen Verein, dem Ligarivalen PDRM FC aus der Stadt Petaling Jaya.